# Toarcocephalus
Toarcocephalus è un genere estinto di pesci attinotterigi appartenenti alla famiglia †Coccolepididae, vissuto nel Giurassico inferiore, durante il Toarciano. I suoi resti fossili sono stati scoperti nella Formazione Posidonienschiefer a Holzmaden, nel sud della Germania.

## Descrizione
Toarcocephalus morlok, l’unica specie finora attribuita al genere, presenta una combinazione unica di caratteristiche morfologiche. La mandibola è poco profonda e caratterizzata da un angolare molto robusto. L’operculum e il suboperculum sono di dimensioni simili, mentre il preoperculum è in contatto solo con il suboperculum, senza raggiungere l'operculum. Le ossa dermiche del cranio sono fortemente punteggiate, ma le ossa della mascella superiore e inferiore risultano lisce all'esterno.

## Importanza paleontologica
La scoperta di Toarcocephalus rappresenta la prima evidenza fossile di un membro dei Coccolepididae in un deposito del Toarciano, colmando una lacuna temporale importante nella documentazione fossile della famiglia. Inoltre, costituisce la più antica segnalazione dei Coccolepididae nell’Europa continentale.
Entrambi gli esemplari descritti di T. morlok mostrano segni evidenti di predazione. Uno degli individui appare decapitato, configurandosi come un pabulite, mentre l’altro è stato rinvenuto all’interno di una regurgitalite, cioè materiale rigurgitato fossilizzato, probabilmente da un predatore marino.

## Classificazione e contesto evolutivo
Toarcocephalus morlok venne descritto per la prima volta nel 2024, sulla base di due resti fossili ritrovati nella formazione Posidonienschiefer nei pressi di Holzmaden, nel Baden-Wurttenberg, in Germania. 
Toarcocephalus era un rappresentante dei Coccolepididae, un gruppo moderatamente diversificato di pesci prevalentemente d’acqua dolce del Mesozoico, classificati all’interno dei Chondrostei in base alla presenza di numerose sinapomorfie condivise con gli Acipenseriformes. Sebbene si ipotizzi un’origine marina del gruppo, i loro fossili si ritrovano più comunemente in contesti d’acqua dolce o lagunari. La presenza di Toarcocephalus in un contesto marino suggerisce che la transizione verso ambienti d’acqua dolce sia avvenuta successivamente nella storia evolutiva del gruppo.

## Etimologia
Il nome del genere, Toarcocephalus, fa riferimento all’età toarciana e al greco *kephalē* (κεφαλή), che significa "testa", mentre l'epiteto specifico morlok è stato scelto in onore degli antagonisti sotterranei del romanzo La macchina del tempo di H. G. Wells (1895), a causa del loro aspetto grottesco con occhi grandi e un muso piatto con grandi denti.